# Gundakar z Lichtenštejna
Gundakar kníže z Lichtenštejna (uváděný též jako Gundaker, 30. ledna 1580 Lednice – 5. srpna 1658 Wilfersdorf) byl moravský a rakouský šlechtic z rodu Lichtenštejnů, uplatnil se jako diplomat, voják a dvořan ve službách Habsburků. Byl nejmladším bratrem českého místodržitele Karla z Lichtenštejna. Založil mladší rodovou větev, tzv. sekundogenituru, označovanou též jako Gundakarova větev. V pobělohorských konfiskacích získal značný majetek na Moravě a v roce 1623 byl povýšen na knížete. Jeho moravská panství (Moravský Krumlov, Uherský Ostroh) obdržela v roce 1633 statut knížectví Liechtenstein, jméno knížectví bylo pak v roce 1719 přeneseno na nově získaný majetek a dodnes existující státní útvar v bývalé Svaté říši.

## Kariéra v císařských službách
Narodil se na zámku v Lednici jako pátý a nejmladší syn císařského rady Hartmanna z Lichtenštejna (1544–1585). Byl vychován v luteránské víře, ale spolu se staršími bratry přestoupil v roce 1602 na katolickou víru. Mezitím se již v roce 1599 stal císařským komořím a po konverzi na katolictví vstoupil do služeb arcivévody Matyáše, po jehož boku se zúčastnil bojů v Uhrách. Později byl zemským hejtmanem v Dolním Rakousku (1614–1617), u dvora zastával funkci hofmistra císařovny Anny.
Jeho kariéra vyvrcholila na počátku třicetileté války, nejprve odjel do Slezska, kde měl zabránit zapojení slezských stavů do českého povstání, což se ale nepodařilo. Na počátku roku 1619 cestoval po Německu, kde bylo jeho úkolem oficiálně informovat německá knížata o smrti císaře Matyáše, zároveň ale hledal vojenskou podporu proti českým povstalcům. V rámci cesty po Německu navštívil i Fridricha Falckého ještě předtím, než se stal českým králem. Po vítězství Ferdinanda II. nad českými povstalci byl pověřen potrestáním stoupenců české vzpoury v Horních Rakousích.
V letech 1620–1623 byl prezidentem císařské dvorské komory, v roce 1621 byl jmenován skutečným tajným radou a v roce 1623 získal knížecí titul. V roce 1625 se nakrátko stal císařským nejvyšším hofmistrem, z tohoto postu byl ale krátce nato odstaven knížetem Eggenbergem. Ten podporoval Albrechta z Valdštejna a Gundakar se proto naopak u dvora zařadil k Valdštejnovým odpůrcům. Na protest proti eliminaci svého vlivu u dvora nakonec odešel na Moravu a trvale se usadil na venkovských statcích.

## Majetkové poměry

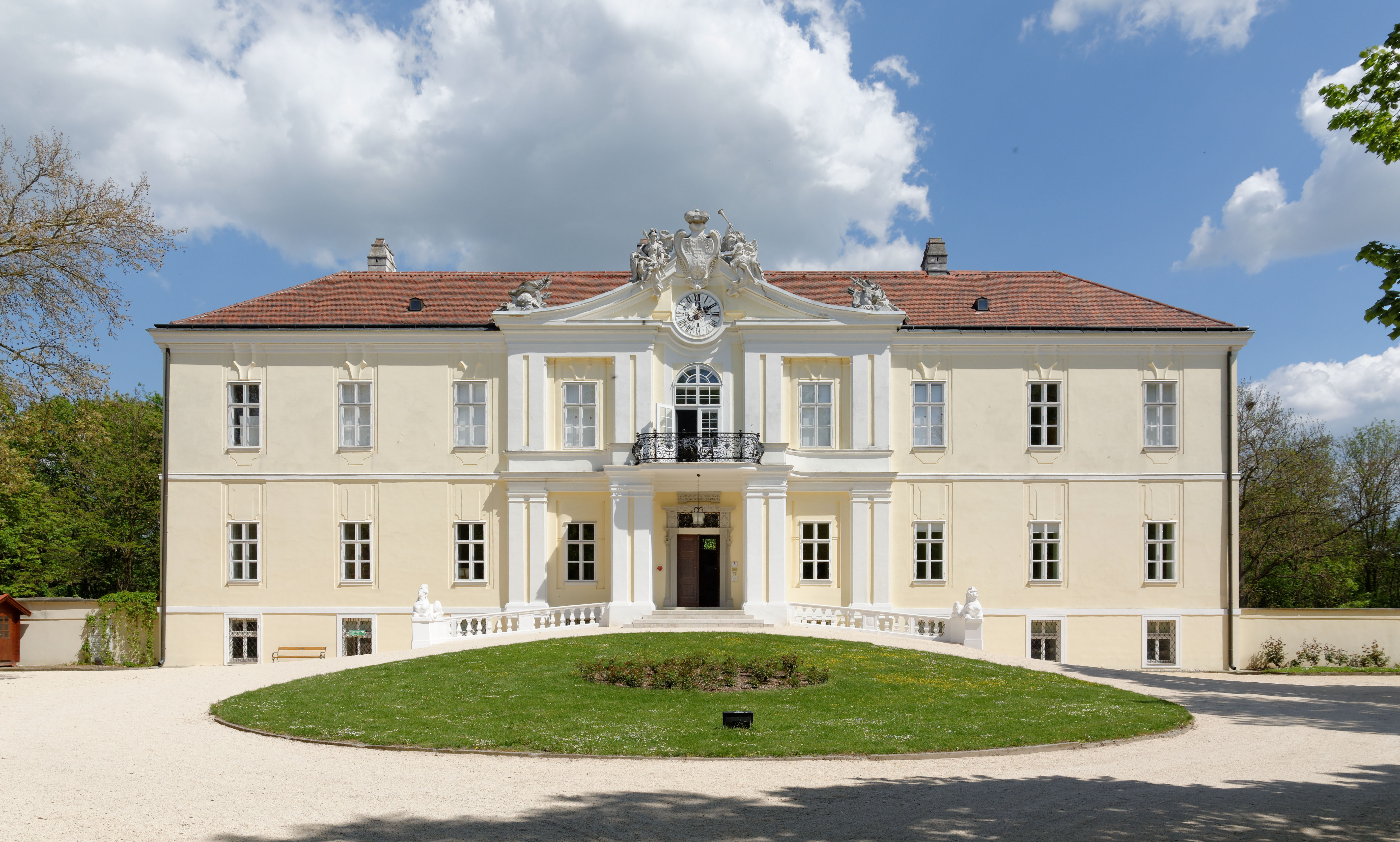
Zámek Wilfersdorf, hlavní rodové sídlo v Dolních Rakousích

Po otci zdědil v Dolních Rakousích panství Wilfersdorf, které je nepřetržitě majetkem rodu. Zdejší vodní hrad nechal počátkem 17. století přestavět na čtyřkřídlý zámek a učinil z něj své hlavní sídlo. Po porážce českého stavovského povstání projevil zájem o konfiskovaný majetek na Moravě a v roce 1622 tak získal rozsáhlá panství Moravský Krumlov a Uherský Ostroh zabavená pánům z Lipé a pánům z Kunovic. Prodejní cenu se snažil snížit poukazováním na zdevastování statků neustálým pobytem vojsk, ohledně ubytování armády vedl pak několik dalších let spory s moravským místodržitelem kardinálem Ditrichštejnem. Spolu s bratrem Maxmiliánem vedl v letech 1627–1632 poručnickou správu za nezletilého synovce Karla Eusebia, dědice obrovských majetků na Moravě a v Čechách.

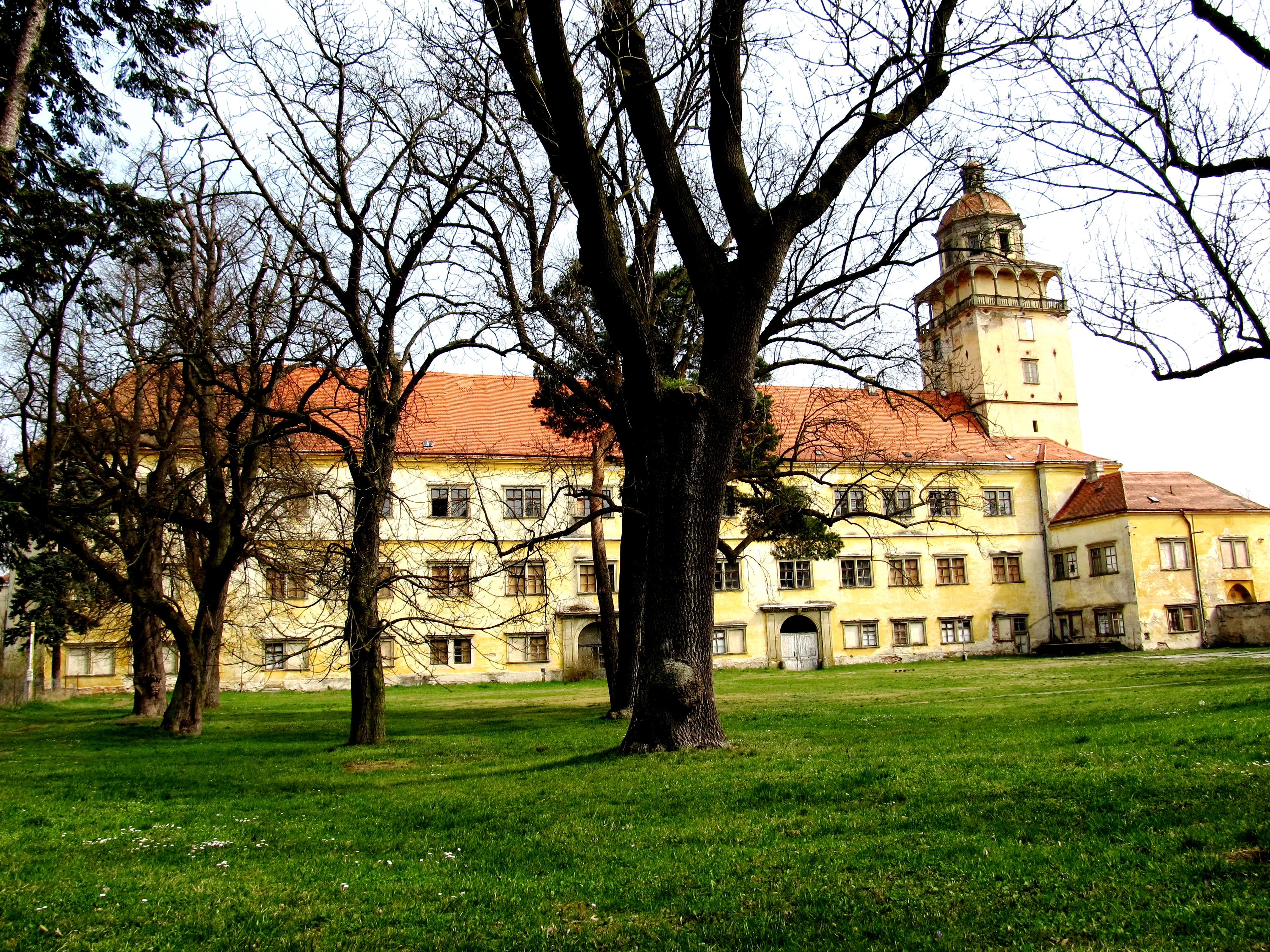
Zámek Moravský Krumlov z parku

Moravská panství rozšiřoval přikupováním dalších statků (k Moravskému Krumlovu připojil Olbramovice, k Uherskému Ostrohu Hluk a Louku), takže na konci třicetileté války byl podle počtu poddaných třetím nejbohatším šlechticem na Moravě. Jeho cílem bylo učinit z Moravského Krumlova novou knížecí rezidenci, což se odrazilo ve stavebních úpravách zámku i podpoře města přidáním trhových práv, městská privilegia rozšířil také v sousedních Ivančicích. V roce 1633 byla panství Moravský Krumlov a Uherský Ostroh povýšena na knížectví Liechtenstein, Gundakar se snažil prosadit i změnu názvu Moravského Krumlova na Liechtenstein, to se ale neujalo. V roce 1645 krumlovský zámek na půl roku obsadila švédská vojska, čímž došlo k devastaci a Gundakar poté přenesl své hlavní sídlo do Uherského Ostrohu, kde opět došlo ke stavebním úpravám zámku. Moravský Krumlov pak ještě za svého života předal do správy svému mladšímu synovi Ferdinandu Janovi. Mezitím v roce 1643 po starším bratru Maxmiliánovi zdědil Gundakar další majetek v Dolních Rakousích (Rabensburg, Hohenau an der March). Pro správu rozsáhlého majetku vytvořil v Moravském Krumlově ústřední kancelář, která již ve své době budila pozornost jako fungující byrokratická instituce zaměstnávající převážně úředníky s univerzitním vzděláním. Svůj zájem o hospodářství a finančnictví vtělil Gundakar do několika spisů, které předznamenávají raný merkantilismus.
Kromě služby Habsburkům a rozšiřování majetku proslul také jako mecenáš katolické církve a umělců, významně se podílel na rekatolizaci Moravy. V Moravském Krumlově koupil opuštěný augustiniánský klášter a daroval jej piaristům pro zřízení koleje, nechal také přestavět farní kostel Všech Svatých (pracoval zde stavitel Ondřej Erna). Kompletně dochovaná Gundakarova korespondence dokládá také četné kontakty s výtvarnými umělci (Antonín Stevens).

## Rodina

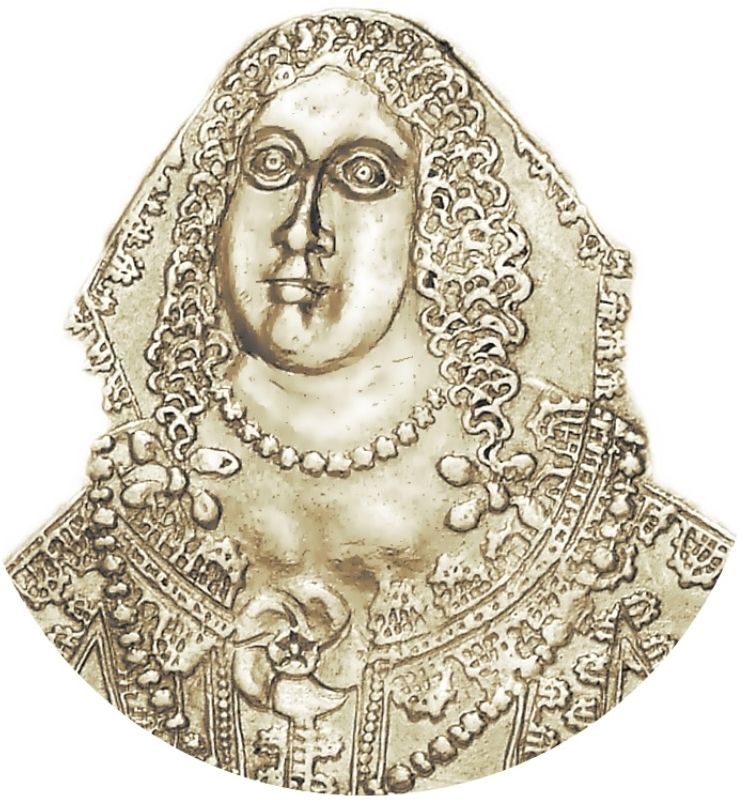
Těšínská kněžna Alžběta Lukrécie, druhá manželka Gundakara z Lichtenštejna

Poprvé se oženil v roce 1603 s hraběnkou Agnes z Rietbergu (1584–1616), z toho manželství se narodilo sedm dětí, dvě z nich zemřely v dětství. Jeho druhou manželkou se v roce 1618 stala proti své vůli těšínská kněžna Alžběta Lukrécie (1599–1653). Z tohoto sňatku se Gundakar snažil odvodit své nároky na těšínské knížectví, vynucené manželství ale v roce 1626 skončilo rozchodem a Gundakar se pak soustředil na budování dominia na jižní Moravě. Z druhého manželství se narodily tři děti, druhorozený Ferdinand Jan (1622–1666) se později stal dědicem Moravského Krumlova. Dědicem hlavní části majetku byl syn, kníže Hartman z Lichtenštejna (1613–1686) z prvního manželství.